# Antygomonas incomitata
Antygomonas incomitata is een soort in de taxonomische indeling van de Kinorhyncha.
De diersoort behoort tot het geslacht Antygomonas en behoort tot de familie Antygomonidae. De wetenschappelijke naam van de soort werd voor het eerst geldig gepubliceerd in 1990 door Nebelsick.